# Zwiahel
Zwiahel (ukr. Звягель; w latach 1795–1941 oraz 1944–2022 – Nowogród Wołyński, ukr. Новоград-Волинський, Nowohrad-Wołynśkyj) – miasto w północno-zachodniej części Ukrainy, w obwodzie żytomierskim, stolica rejonu zwiahelskiego, nad rzeką Słucz.
Znajduje tu się węzłowa stacja kolejowa Zwiahel I. W pierwszy weekend sierpnia co roku odbywa się święto miasta.
W mieście rozwinął się przemysł maszynowy, chemiczny oraz spożywczy.

## Historia

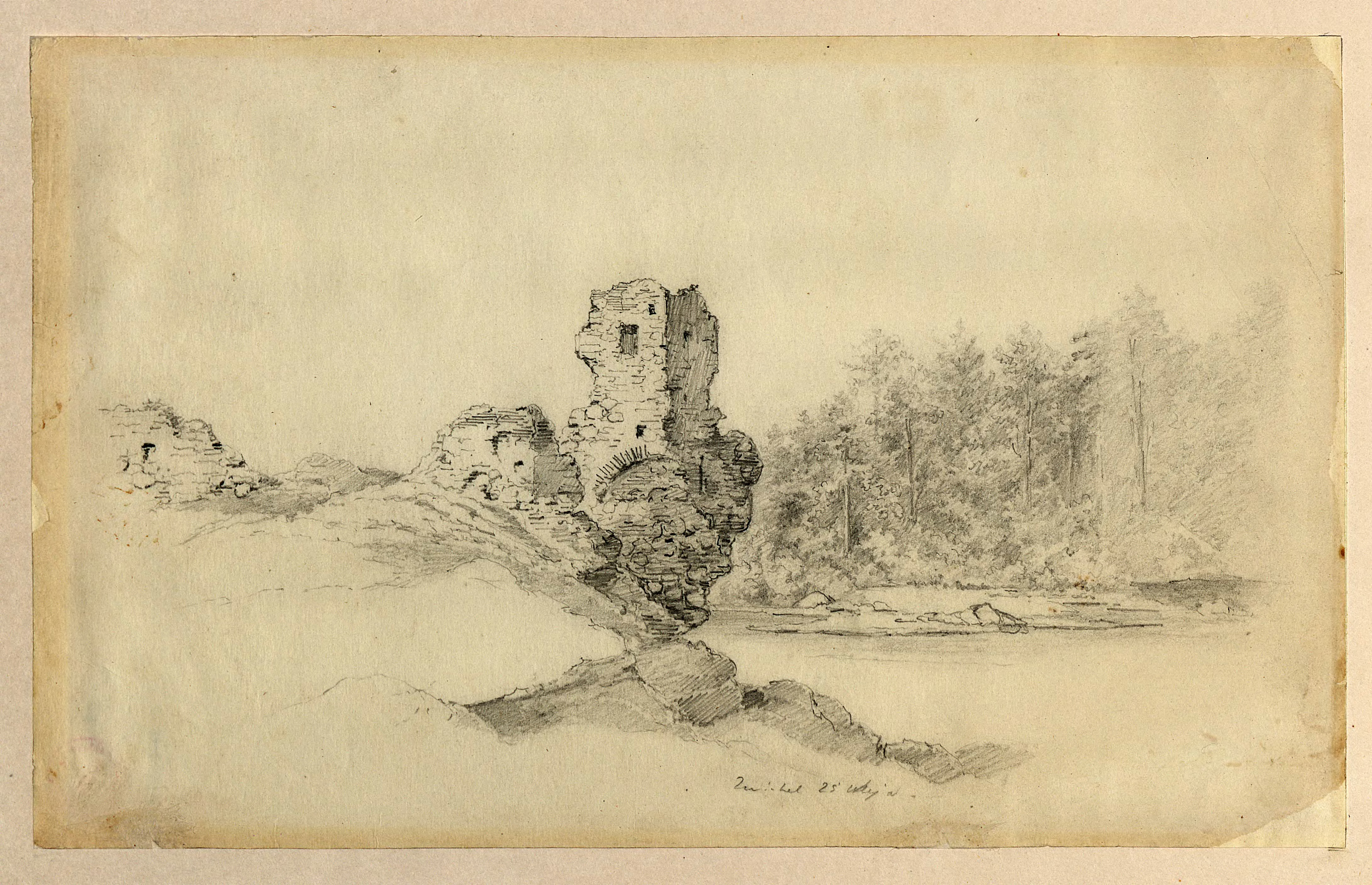
Pozostałości zamku Ostrogskich na rycinie z XIX wieku

Najstarsza wzmianka o Zwiahlu jako o grodzie należącym do księstwa halicko-włodzimierskiego pochodzi z XIII wieku. Za rządów Aleksandra Jagiellończyka miastem władał książę Andrzej Zwiahelski. W 1507 król Zygmunt I Stary nadał Zwiahel Konstantemu Ostrogskiemu, który wzniósł tu zamek. Od 1566 miasto leżało w nowo utworzonym województwie wołyńskim. Po Ostrogskich właścicielami miasta byli Chodkiewiczowie, a następnie Lubomirscy (do 1796). Miasto zostało zajęte przez Imperium Rosyjskie w 1793 w II rozbiorze Polski. Pod panowaniem rosyjskim Zwiahel został przemianowany na Nowogród Wołyński i był siedzibą powiatu nowogródzkiego w guberni wołyńskiej.
W czasie wojny polsko-bolszewickiej w kwietniu 1920 miasto zostało zajęte przez Wojsko Polskie, które zostały wyparte 27 czerwca 1920 przez kontrofensywę Armii Czerwonej. Zgodnie z ustaleniami ryskiego traktatu pokojowego miasto wraz ze wschodnimi krańcami Wołynia znalazło się w granicach Ukraińskiej SRR, od grudnia 1922 republiki związkowej ZSRR. Po ataku III Rzeszy na ZSRR od 7 lipca 1941 do 3 stycznia 1944 Nowogród Wołyński był okupowany przez wojska niemieckie i wszedł w skład Komisariatu Rzeszy Ukraina, okupanci przywrócili historyczną nazwę miasta – Zwiahel. 3 stycznia 1944 roku został odbity przez Armię Czerwoną. Miasto zostało zniszczone w wyniku działań wojennych. 
Podczas okupacji hitlerowskiej, w sierpniu 1941 roku Niemcy utworzyli getto dla żydowskich mieszkańców. Przebywało w nim około 4500 osób. 12 września 1941 roku Niemcy zlikwidowali getto, a Żydów zamordowali. Sprawcami zbrodni było Sonderkommando 4a, Polizei-Regiment Süd oraz ukraińska policja. Dowodził SS-Obergruppenführer Friedrich Jeckeln.  
Od 1991 miasto rejonowe niepodległej Ukrainy.
16 czerwca 2022 roku, w trakcie inwazji Rosji na Ukrainę, rada miasta opowiedziała się za powrotem do nazwy historycznej Zwiahel. Zmiana weszła w życie 16 listopada tegoż roku.

## Kościół rzymskokatolicki w Zwiahlu
W 1935 r. władze sowieckie zamknęły, a następnie wysadziły w powietrze kościół pw. Podwyższenia Krzyża Pańskiego, wzniesiony w latach 1753-1766. 
W 1992 r. działalność wznowiła tu parafia rzymskokatolicka. Pierwsze nabożeństwa odbywały się w dawnym przedszkolu, wykupionym wraz z działką. W 2004 roku biskup żytomierski Jan Purwiński przywiózł kamień wydobyty z grobu św. Piotra Apostoła w Rzymie i wmurował go jako kamień węgielny po budowę kościoła pw. Chrystusa Króla Wszechświata w Zwiahlu. 25 września 2010 r. nastąpiło uroczyste poświęcenie świątyni. Posługę duszpasterską w parafii, która należy do diecezji kijowsko-żytomierskiej, prowadzą księża diecezjalni i siostry sercanki. 

## Zabytki
- zamek Ostrogskich, Chodkiewiczów i Lubomirskich[8]
- dzwon, który informował o wpłynięciu do miasta statku oraz o tym, że będzie od niego pobierane cło, współcześnie główna atrakcja turystyczna. Dzwon znajduje się obok resztek twierdzy.
- pałac
- dworzec kolejowy

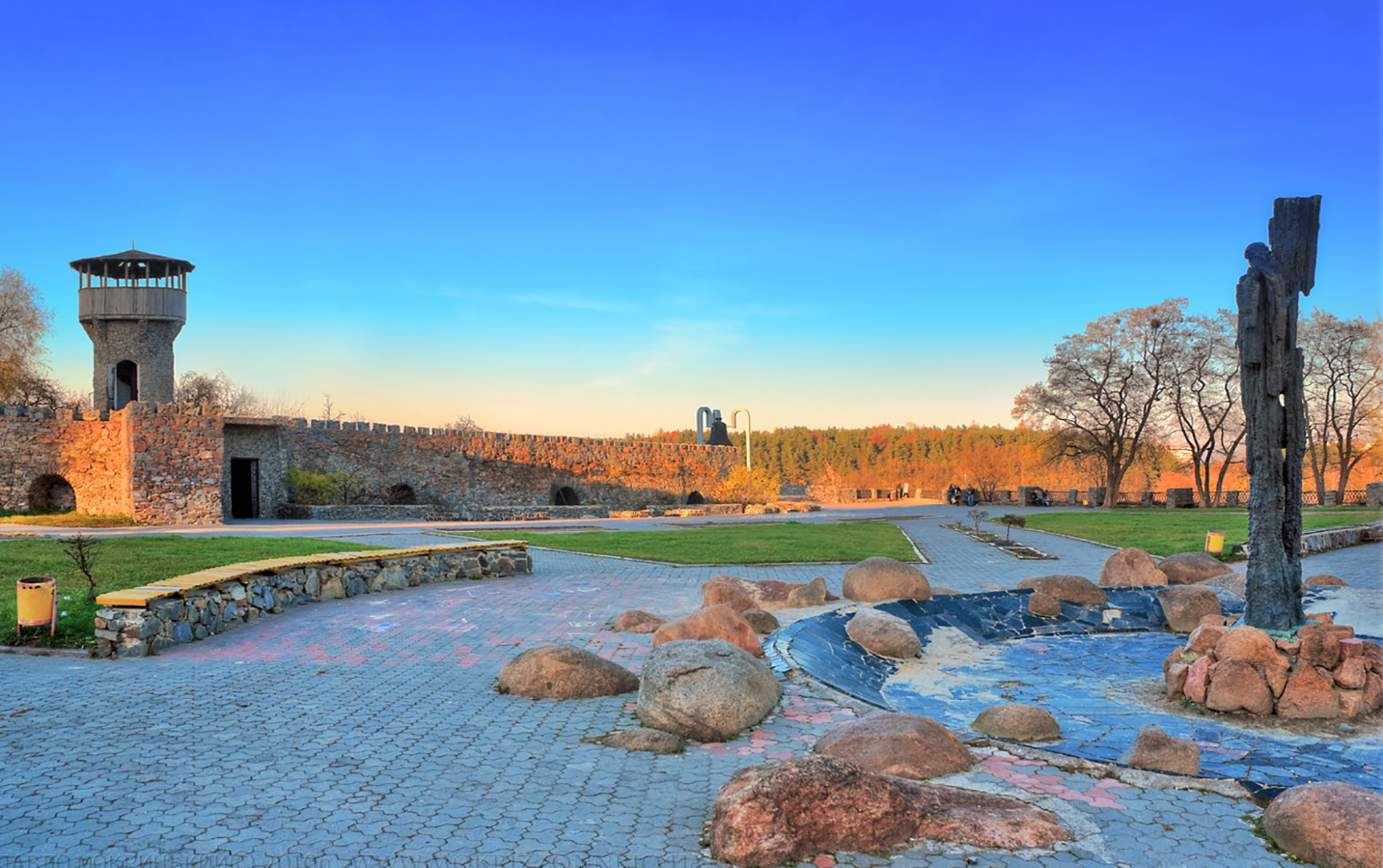
Pozostałości zamku
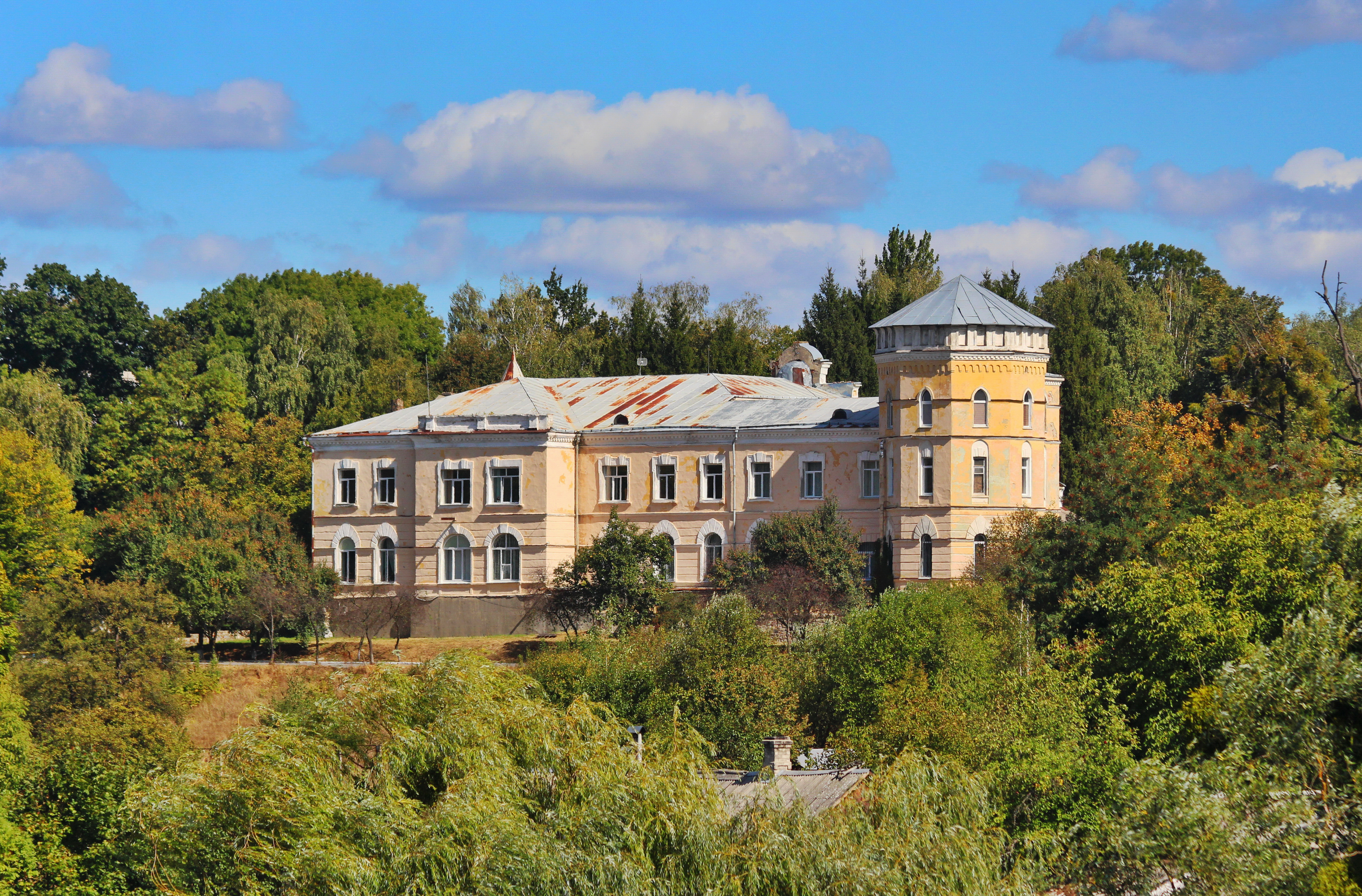
Pałac
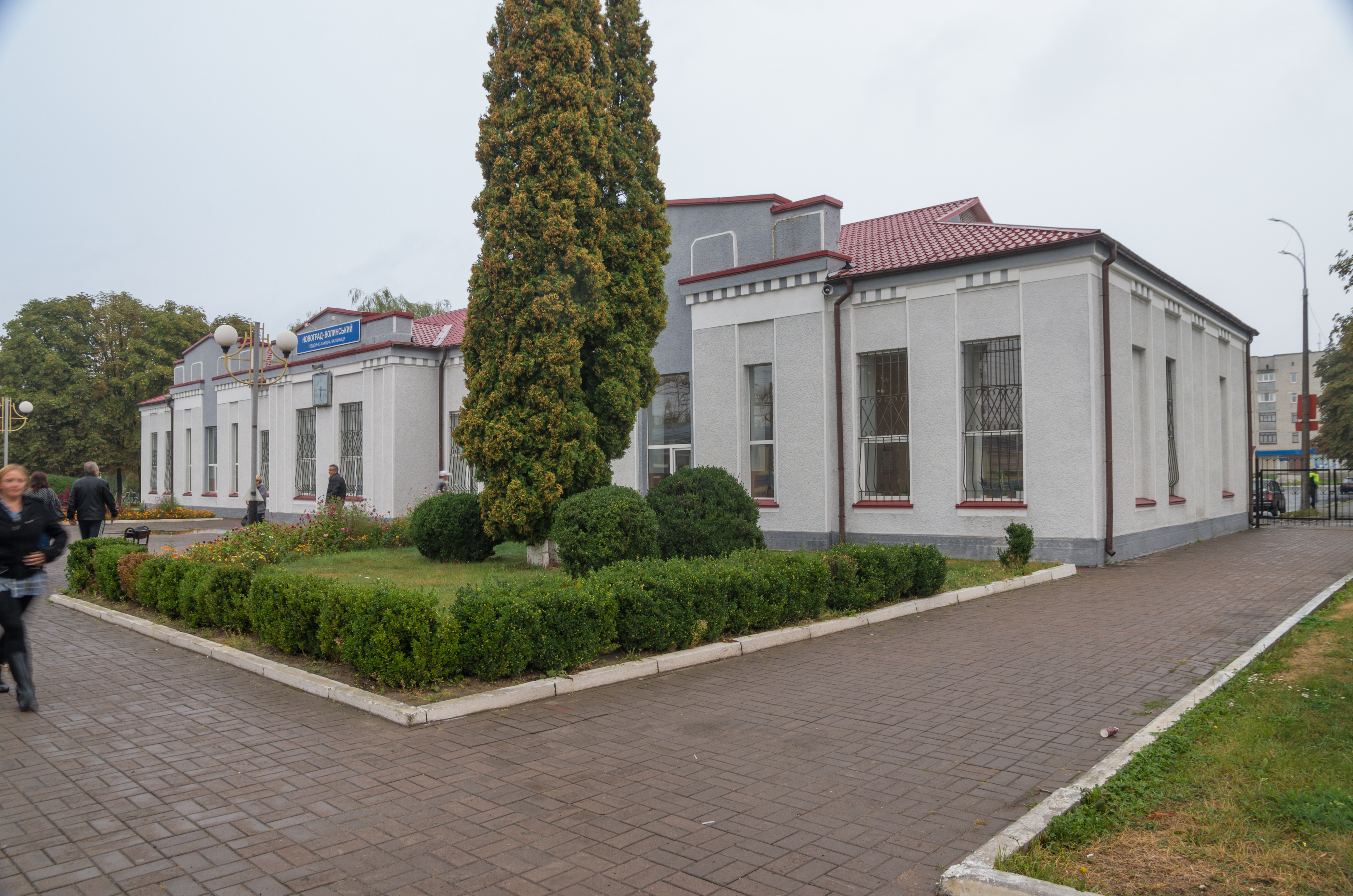
Dworzec kolejowy

## Ludność
Liczba ludności
| 1897   | 1959   | 1979   | 1989   | 2001   | 2016   |
| ------ | ------ | ------ | ------ | ------ | ------ |
| 16 904 | 27 580 | 48 544 | 55 238 | 56 259 | 56 155 |

Podział ludności wg języka ojczystego (2001)
| ukraiński | rosyjski |
| --------- | -------- |
| 89,37%    | 10,01%   |

## Urodzeni w mieście
- Łesia Ukrainka – ukraińska poetka; w mieście znajduje się jej muzeum
- Jelena Jakowlewa – rosyjska aktorka
- Jan Olechowski – polski poeta i dziennikarz
- Wałerij Załużny – ukraiński dowódca wojskowy, naczelny dowódca w wojnie rosyjsko-ukraińskiej

## Miasta partnerskie
- Łomża
- Bełchatów[9]
- Rzeżyca
- Surami
- Dolina
- Rohaczów
- Suomussalmi
- Kursk (21 lipca 2016 członkowie Rady Miasta Nowogrodu Wołyńskiego podjęli decyzję o zakończeniu partnerstwa)[10]